# Radinac
Radinac (izvirno srbsko Радинац) je naselje v Srbiji, ki upravno spada pod Mesto Smederevo; slednja pa je del Podonavskega upravnega okraja.

## Demografija
V naselju živi 3813 polnoletnih prebivalcev, pri čemer je njihova povprečna starost 36,4 let (35,5 pri moških in 37,2 pri ženskah). Naselje ima 1497 gospodinjstev, pri čemer je povprečno število članov na gospodinjstvo 3,29.
To naselje je, glede na rezultate popisa iz leta 2002, večinoma srbsko.
|  |

| Demografija | Demografija     | Demografija     |
| Leto        | Št. prebivalcev | Št. prebivalcev |
| ----------- | --------------- | --------------- |
|             |                 |                 |
|             |                 |                 |
|             |                 |                 |
|             |                 |                 |
| 1948        | 1598            |                 |
| 1953        | 1701            |                 |
| 1961        | 2313            |                 |
| 1971        | 3236            |                 |
| 1981        | 4355            |                 |
| 1991        | 4995            | 4821            |
| 2002        | 5197            | 4920            |
|             |                 |                 |

| Etnična sestava po popisu iz leta 2002 | Etnična sestava po popisu iz leta 2002 | Etnična sestava po popisu iz leta 2002 | Etnična sestava po popisu iz leta 2002 | Etnična sestava po popisu iz leta 2002 |
| -------------------------------------- | -------------------------------------- | -------------------------------------- | -------------------------------------- | -------------------------------------- |
| Srbi                                   | Srbi                                   |                                        | 4.842                                  | 98,41%                                 |
| Makedonci                              | Makedonci                              |                                        | 12                                     | 0,24%                                  |
| Romi                                   | Romi                                   |                                        | 10                                     | 0,20%                                  |
| Črnogorci                              | Črnogorci                              |                                        | 5                                      | 0,10%                                  |
| Romuni                                 | Romuni                                 |                                        | 3                                      | 0,06%                                  |
| Hrvati                                 | Hrvati                                 |                                        | 2                                      | 0,04%                                  |
| Ukrajinci                              | Ukrajinci                              |                                        | 1                                      | 0,02%                                  |
| Muslimani                              | Muslimani                              |                                        | 1                                      | 0,02%                                  |
| Madžari                                | Madžari                                |                                        | 1                                      | 0,02%                                  |
| Albanci                                | Albanci                                |                                        | 1                                      | 0,02%                                  |
| Jugoslovani                            | Jugoslovani                            |                                        | 1                                      | 0,02%                                  |
| Neznano                                | Neznano                                |                                        | 14                                     | 0,28%                                  |